# Pomoxis nigromaculatus
A Pomoxis nigromaculatus a sugarasúszójú halak (Actinopterygii) osztályának sügéralakúak (Perciformes) rendjébe, ezen belül a díszsügérfélék (Centrarchidae) családjába tartozó faj.

## Előfordulása
Nem ismert a P. nigromaculatus őshazája, mivel 2005-ig az Amerikai Egyesült Államok összes kontinentális államába betelepítették. A P. nigromaculatus megosztja élőhelyét a P. annularisszal, bár azért a tisztább vízeket kedveli, és étrendjében kevesebb hal szerepel. Még megtalálható a kanadai Québec és Manitoba tartományokban is.

## Megjelenése
A Pomoxis nigromaculatus mérete, alakja és életmódja nagyon hasonlít a Pomoxis annularisra. Általában 27,5 centiméter hosszú, de akár 49 centiméteresre is megnőhet. Legfeljebb 2,7 kilogramm tömegű. Az előbbi az utóbbitól színezetben különbözik; a Pomoxis nigromaculatus sötétebb és fekete pontok díszítik. De a legjobb megkülönböztető jel a hátúszón található 7-8 tüske. A legöregebb példány ebből a fajból 15 éves volt, de általában csak 7 évig él.

## Életmódja
Ez a rajhal mindenféle édesvízben megél: folyókban, patakokban, tavakban, mocsarakban stb. A vízi növényzet között tartózkodik. Főleg hajnalkor táplálkozik. Amíg kisebb 16 centiméternél, állati planktonnal és rák-, illetve rovarlárvákkal táplálkozik; miután ennél nagyobbra nőtt, áttér a kisebb halak fogyasztására. Ő maga is tápláléka a nagyobb halfajoknak.

## Szaporodása
Mivel igen nagy az elterjedési területe a P. nigromaculatus ívási időszaka helytől függően változó. Általában áprilistól júniusig ívik, amikor a vízhőmérséklete 14-20 Celsius-fok között van. Az ívás a hím által előkészített fészekben történik. Az ikrákat és az ivadékokat a hím őrzi.
Mint rokona a P. annularis, a P. nigromaculatus nagyon szapora faj. Rövid idő alatt túlszaporodnak, ami veszélybe sodorja az élőhelyükön élő többi halfajt, de saját magukat is. E halfaj jól megél a fajtársai között; 0,4 hektáros halastóban sok P. nigromaculatust lehet tartani.

## Felhasználása
Az ember, ipari mértékben halássza. A sporthorgászok is kedvelik. Magán és városi akváriumokban is tartják.

## Fordítás
- Ez a szócikk részben vagy egészben  a   Crappie című angol Wikipédia-szócikk fordításán alapul.  Az eredeti cikk szerkesztőit annak laptörténete sorolja fel. Ez a jelzés csupán a megfogalmazás eredetét és a szerzői jogokat jelzi, nem szolgál a cikkben szereplő információk forrásmegjelöléseként.